# Dadapan (Solokuro)
Dadapan is een bestuurslaag in het regentschap Lamongan van de provincie Oost-Java, Indonesië. Dadapan telt 4124 inwoners (volkstelling 2010).